# 終戦の表情
『終戦の表情』は、第42代総理大臣鈴木貫太郎の談話録。
労働文化社の河野来吉が8時間の談話を整理し、昭和21年8月に「労働文化」の別冊として出版した。労働文化版で63ページの小冊子である。
1948年の東京裁判判決が出る前であり、それに影響する可能性のある細かい事情までは触れていない。

## 内容
『終戦の表情』自体には背景の説明は少ないので、以下は背景となる事項に『終戦の表情』内の文章を加えたものである。

### 戦時最終内閣成る
- 4月1日 米軍が沖縄本島に上陸、沖縄戦が始まる。
- 4月5日 小磯国昭内閣が総辞職。重臣会議で 平沼騏一郎、近衛文麿、若槻禮次郎、木戸幸一が推薦し、鈴木が組閣を命じられる [注 1]。

- 4月7日 鈴木貫太郎内閣成立。書記官長（現官房長官）は迫水久常。陸軍大臣は阿南惟幾。海軍大臣は米内光政の留任。貫太郎の長男鈴木一が秘書官[注 2]。（4月9日外務大臣に東郷茂徳。）
- この4月7日午後2時すぎ 屋久島西200kmで戦艦大和が沈没。

- 4月8日 『国力の現状』の分析を迫水に命じる。

- 4月12日 フランクリン・ルーズベルト米大統領が死去。13日それに対する弔意を同盟通信を通じて発表。

### 和戦を胸中に秘めて
- 5月7日 ドイツ無条件降伏。

- 5月11,12,14日 最高戦争指導会議[注 3]。ソ連に和平を仲介してもらう案が浮上。
- 6月3,4,24,29日 広田弘毅元首相がヤコフ・マリク駐日ソ連大使と会談し、ソ連を介した和平工作を試みる。

- 6月6,8日 『国力の現状』報告をもとに最高戦争指導会議。国力が払底していることが確認されたが、本土決戦の方針は不変。

- 6月9-13日 臨時帝国議会。施政方針演説で議会紛糾[注 4]（天罰発言事件）。
- 6月22日 天皇の意向による最高戦争指導者との懇談会。あらためてソ連仲介による和平方向。

- 6月23日 牛島満が自決、沖縄戦終了。
- 7月12日 ソ連へ近衛文麿和平特使を天皇が任命。
- 7月16日 米、原爆実験に成功。テニアン島に向け出荷。
- 7月17日～8月2日 米英ソがポツダム会談。

### 滅亡か終戦か
- 7月27日 米英中名義のポツダム宣言を外務省が受信。閣議はこれに対しノーコメントの方針。
- 7月28日 鈴木は記者会見で「私はあの共同声明はカイロ会談の焼き直しであると考えている。政府としては、なんら重大な価値あるとは考えない。ただ、黙殺するだけである。われわれは戦争完遂にあくまでも邁進するのみである[注 5]。」と発言。ロイターとAP通信は「黙殺する」を'reject（拒否する）'と翻訳。

- 8月6日 am8:15広島市への原子爆弾投下。
- 8月7日 広島の爆弾は原子爆弾であるとトルーマンが声明。8日広島に行った仁科芳雄も原子爆弾と断定。

- 8月8日 モスクワ時間17時（日本時間23時）、ソ連のモロトフ外相が駐ソ佐藤尚武大使に、8月9日に対日参戦すると通告。
- 8月9日 0時からソ連対日参戦。10:30-13:00最高戦争指導会議。11:30長崎市への原子爆弾投下。14:30-22:00閣議。ポツダム宣言の受諾条件の議論がまとまらず。

- 8月9日 23:30御前会議招集[注 6]。8月10日am0:03開始。

- 8月10日 am2:20聖断で御前会議終了。am3:00-4:00閣議再開し聖断を閣議決定。am6:45天皇制維持を保証するならポツダム宣言を受諾すると連合国へ電報。20:00同盟通信がこれを世界へニュースとして発表。
- 8月11日 バーンズ国務長官は天皇制是非についての回答を英ソ中と調整。
- 8月12日 天皇制についてのバーンズ回答が電文される。「天皇の権限は連合軍最高司令官の下に置かれる。」15:00-17:30閣僚懇談会。
- 8月13日 9:00-15:00最高戦争指導会議。16:00-19:00閣議。バーンズ回答を受け入れるか紛糾。
- 8月14日 10:00再閣議。それを11:00-12:00の緊急御前会議[注 8]に切り替え、再度天皇の意を確認。

### 無条件降伏の時の間に
- 8月14日の続き 23:00終戦詔書完成。玉音盤の録音。ポツダム宣言受諾を連合国に通告。阿南陸相が首相室の鈴木に挨拶。

- 8月15日未明 軍務課の椎崎中佐・畑中少佐らが首謀し近衛兵団の一部が反乱（宮城事件）。阿南自決。鈴木は自宅から避難、鈴木家と平沼家は炎上。am11:00枢密院会議。12:00 玉音放送。この日の各社の新聞は放送後に発行。14:00閣議で内閣総辞職。16:00天皇に辞表提出[注 11]。19:20ラジオで最後の首相談話。同日東久邇宮稔彦が後継首相に推薦される。
- 以後鈴木は襲撃を避けて3ヶ月で7回転居。11月27日千葉県関宿町（現野田市）へ。

### 敗戦日本の一年
- 12月15日 鈴木は枢密院議長に復職。
- 翌年6月11日 枢密院議長を辞職。